# Peter-Ben Smit
Peter-Ben Smit (* 21. September 1979 in Rotterdam) ist ein niederländischer altkatholischer Theologe.

## Leben
Von 1997 bis 2000 studierte er Theologie (MA) an der Universität von Amsterdam (Hauptfach: Biblische Theologie), von 1997 bis 2003 Theologie am Oud-Katholiek Seminarie (Utrecht), anschließend Diakonats- und Priesterweihe (2004, 2005), pastorale Tätigkeit von 2004 bis 2018, von 2008 bis 2011 als Pfarrer und Pfarrverweser der Christkatholischen Kirchgemeinden Bern und Thun. Ab 2016 auch als Dekan des Bistums Haarlem und von 2000 bis 2002 Bibelwissenschaften (MA) an der University of Sheffield. Von 2001 bis 2005 absolvierte er ein Promotionsstudium an der Universität Bern (Betreuung: Ulrich Luz und Urs von Arx). Von 2006 bis 2011 absolvierte er ein Promotionsstudium in anglikanischer Theologie an der General Theological Seminary (Betreuung: J. Robert Wright). Seit 2011 ist er Professor für Alte Katholische Kirchenstrukturen und die Geschichte und Lehre des Altkatholizismus an der Universität Utrecht. Seit 2016 lehrt er als ordentlicher Professor für Kontextuelle Bibelauslegung an der theologischen Fakultät der Vrije Universiteit in Amsterdam (Dom Hélder Câmara Lehrstuhl). Von Oktober 2018 bis Juli 2021 war er außerordentlicher Professor für Systematische Theologie und Ökumene am Institut für Christkatholische Theologie der theologischen Fakultät der Universität Bern.

## Schriften (Auswahl)
- Fellowship and food in the Kingdom. Eschatological meals and scenes of utopian abundance in the New Testament. Tübingen 2008, ISBN 3-16-149271-4.
- Old Catholic and Philippine independent ecclesiologies in history. The Catholic Church in every place. Leiden 2011, ISBN 90-04-20647-7.
- Tradition in dialogue. The understanding of tradition in the international bilateral dialogues of the Anglican Communion. Amsterdam 2012, ISBN 978-90-8659-604-1.
- Masculinity and the bible. Survey, models, and perspectives. Leiden 2017, ISBN 978-90-04-34557-7.